# Sint-Pieterskerk (Equihen-Plage)

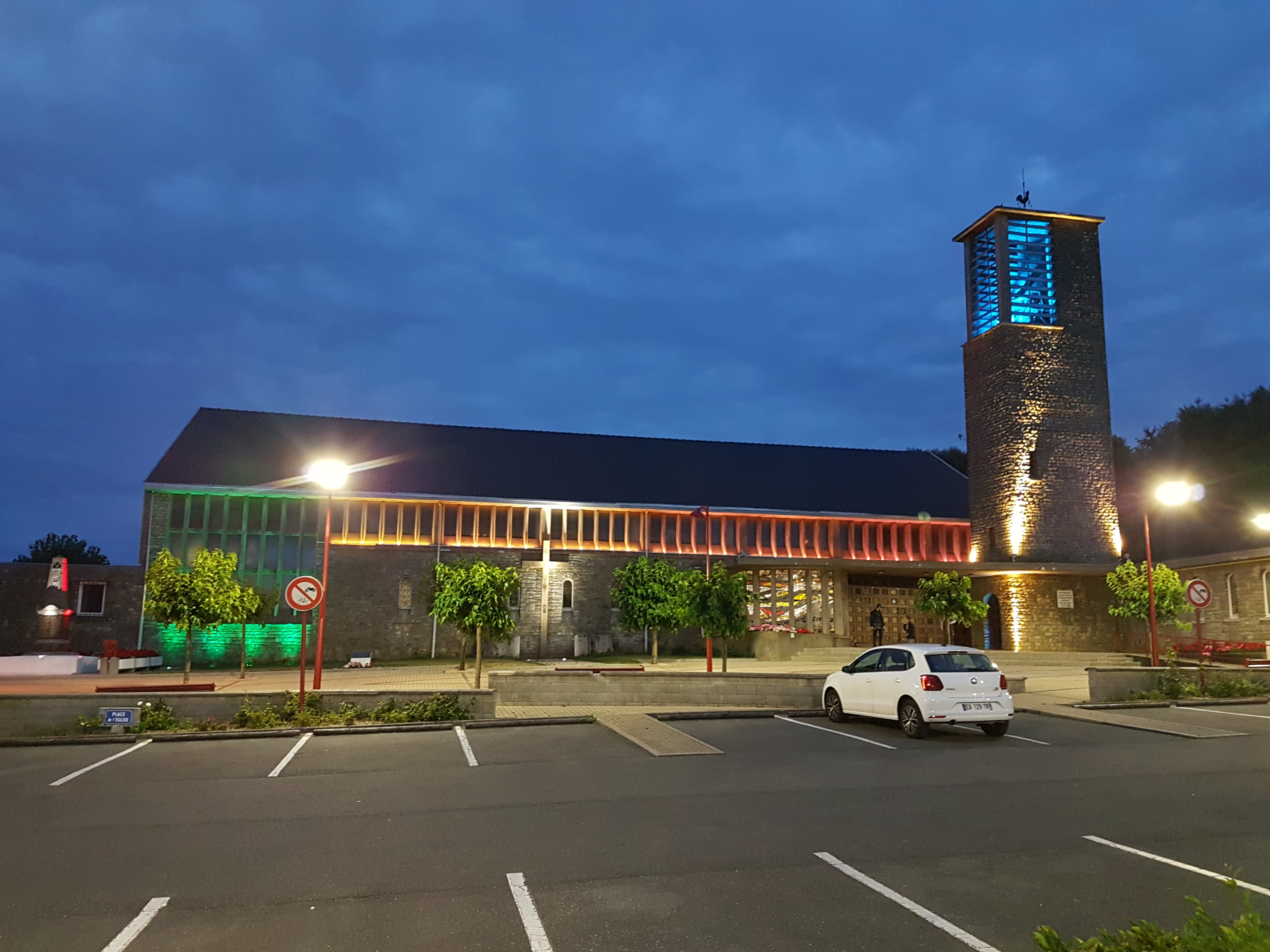
Sint-Pieterskerk

De Sint-Pieterskerk (Église Saint-Pierre) is de parochiekerk van de in het departement Pas-de-Calais gelegen plaats Equihen-Plage, gelegen aan de Rue Léon Blum.

## Geschiedenis
Van 1845-1856 werd hier een kerk gebouwd naar ontwerp van Albert Debayser voor de in 1852 gestichte parochie. In 1887 werd de westgevel en het portaal nog vergroot, naar ontwerp van Normand. De kerk werd verwoest tijdens het bombardement van 2 juni 1944, toen 98% van het dorp vernietigd werd.
Van 1955-1959 werd een nieuwe kerk gebouwd, naar ontwerp van Robert Nédonchelle.

## Gebouw
De kerk is in betonskeletbouw opgetrokken, opgevuld met natuursteenblokken. Het lange schip heeft een rechthoekige plattegrond. Er is een ronde doopkapel en een vierkante, naastgebouwde klokkentoren. Enkele glas-in-betonramen zijn in de kerk aanwezig.